# Nicolas Marie Songis des Courbons
Nicolas Marie Songis des Courbons, né le 23 avril 1761 à Troyes (Aube), mort le 27 décembre 1810 à Paris, est un général français de la Révolution et de l’Empire. 
Il est le frère du général de division Charles Louis Didier Songis l'Aîné (1752-1840). 

## Biographie
Il entre comme élève au corps royal d'artillerie le 1er août 1779. Lieutenant en second au 4e régiment d'artillerie le 18 juillet 1780, il est nommé capitaine le 3 juin 1787. Il fait les campagnes de la Révolution française à l'armée du Nord. Lorsque Dumouriez passe à l'ennemi, Songis, qui commande en second l'artillerie de Saint-Amand forte de 80 pièces de gros calibre, s'empresse de conduire lui-même toute cette artillerie à Valenciennes.
Lieutenant au 4e régiment d'artillerie, ci-devant régiment de Grenoble, il est nommé chef de bataillon provisoire le 28 décembre 1793, il entre comme titulaire dans le 8e régiment d'artillerie à pied le 20 mai 1795. Employé à l'armée d'Italie, il déploie des talents et des connaissances qui fixent sur lui l'attention particulière du général en chef Napoléon Bonaparte, et il est confirmé dans son grade le 3 juin 1795. Il rend d'importants services aux batailles de Salò le 31 juillet 1796, de Lonato les 3 et 4 août suivant, de Castiglione le 5 août. Chef de brigade du 1er régiment d'Artillerie à cheval le 15 août 1796, il est confirmé dans son grade le 14 septembre 1796. 
Le 9 janvier 1798 il prend les fonctions de chef d'état-major de l'artillerie de l'armée d'Angleterre à Douai, et le 23 juin 1798 il commande le parc d'artillerie de l'armée d'Orient. En 1799 il se trouve à la tête de l'artillerie dans les divers combats que les Français ont à soutenir durant l'expédition de Syrie. Il se trouve à la prise de Jaffa du 3 au 7 mars 1799, et il se signale au siège de Saint-Jean-d'Acre (1799) du 20 mars au 21 mai 1799. La bravoure et l'intelligence qu'il montre dans cette occasion lui méritent le grade de général de brigade le 18 mai 1799. Il prend alors le commandement en chef de l'artillerie, et emploie à de savantes recherches sur son arme tout le temps qu'il peut dérober aux opérations militaires. Le général en chef Menou lui témoigne plusieurs fois sa satisfaction du zèle et des talents avec lesquels il dirige l'artillerie. Élevé au grade de général de division le 6 janvier 1800, il déploie une infatigable activité au siège d'Alexandrie du 17 août au 2 septembre 1801. 
Rentré en France avec l'armée, il prend le commandement de l'artillerie de la Garde des consuls le 20 novembre 1801. Premier inspecteur général de l'artillerie le 1er février 1805, il est nommé grand aigle de la Légion d'honneur le 2 février 1805. Commandant en chef l'artillerie des camps réunis sur les côtes de l'Océan en 1805, puis de la Grande Armée le 30 août 1805, il est fait chevalier de l'ordre de la Couronne de fer le 25 février 1806. Le 15 mars 1809, il commande en chef l'artillerie de l'armée d'Allemagne, et il est créé comte de l'Empire le 1er avril 1809. La santé de ce général s'étant fort altérée pendant ces dernières campagnes, Napoléon Ier lui permet de retourner en France le 15 juin 1809. 

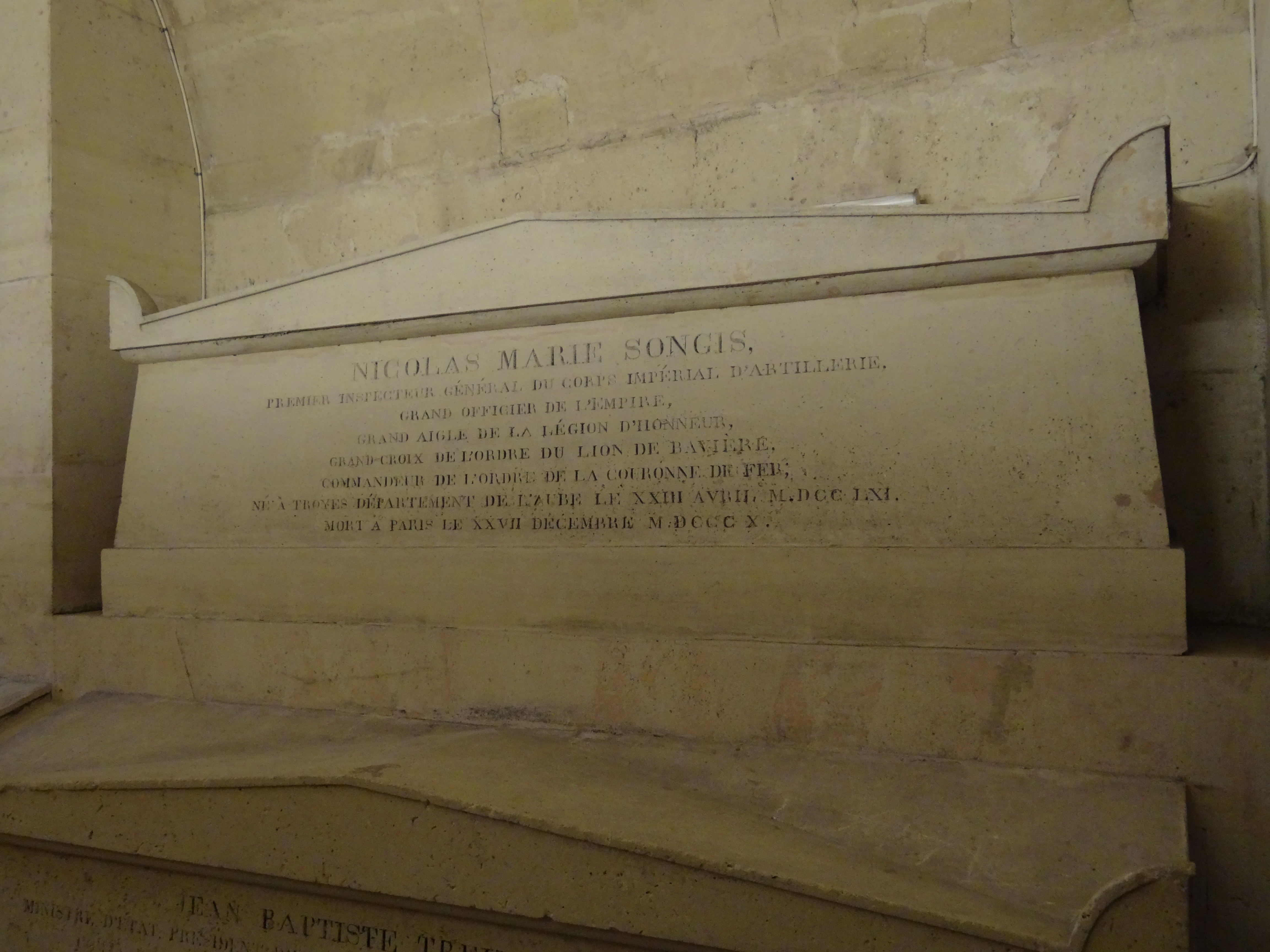
Le tombeau de Nicolas Marie Songis des Courbons au Panthéon.

Il meurt le 27 décembre 1810, à Paris, à la suite d'une longue maladie.

### Distinctions

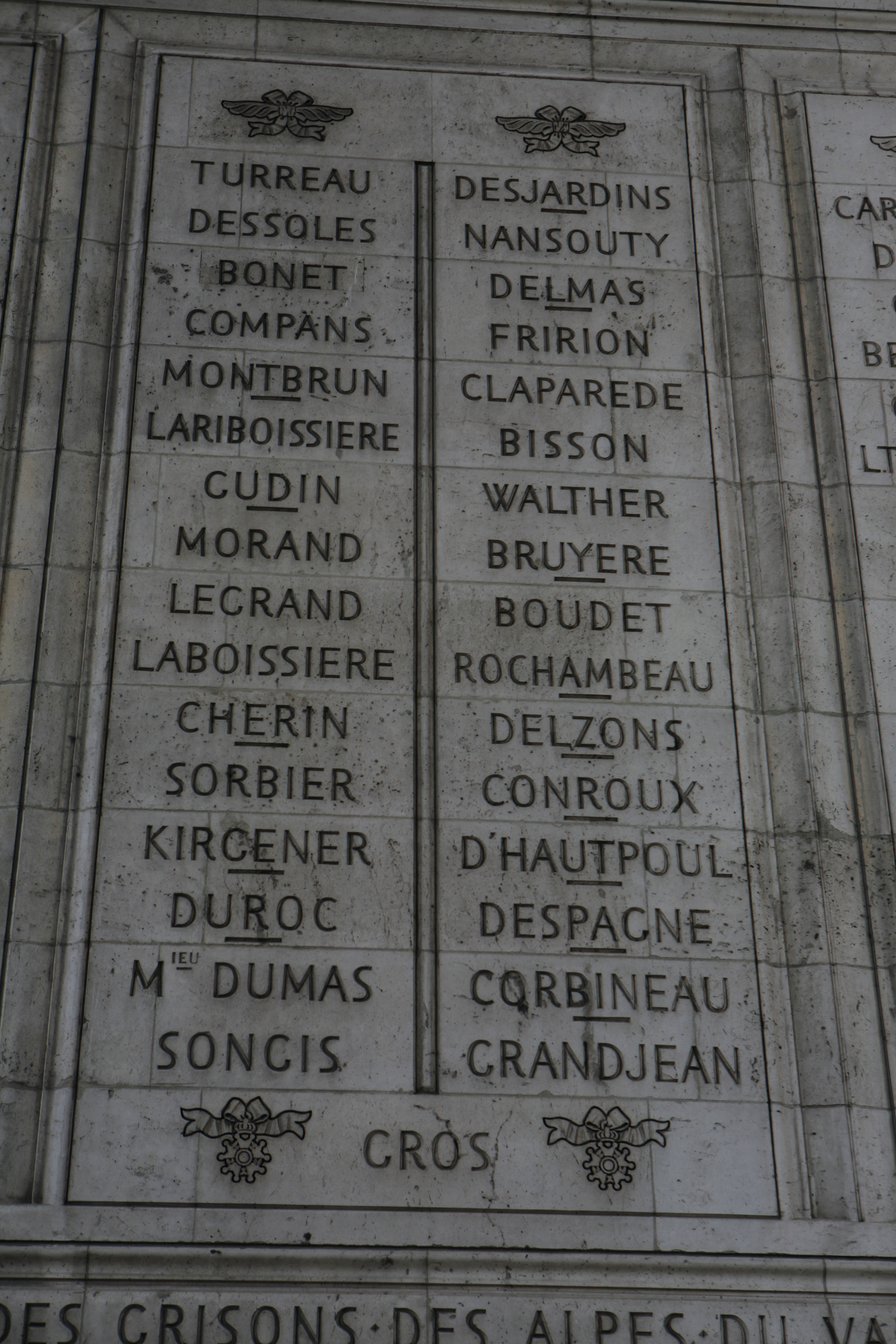
Noms gravés sous l'arc de triomphe de l'Étoile : pilier Est, 15e et 16e colonnes.

- Il est inhumé au Panthéon de Paris.
- Il fait partie des 660 personnalités à avoir leur nom gravé sous l'arc de triomphe de l'Étoile. Il apparaît sur la 15e colonne (l’Arc indique SONGIS).

## Sources
- « Nicolas Marie Songis des Courbons », dans Charles Mullié, Biographie des célébrités militaires des armées de terre et de mer de 1789 à 1850, 1852 [détail de l’édition]
- Georges Six, Dictionnaire biographique des généraux & amiraux français de la Révolution et de l'Empire (1792-1814), Paris : Librairie G. Saffroy, 1934, 2 vol., p. 465-466
- Archives nationales (CARAN) – Service Historique de l’Armée de Terre – Fort de Vincennes – Dossier S.H.A.T. Côte : 7 Yd 344.